# Îles Vierges espagnoles
Pour les articles homonymes, voir Îles Vierges (homonymie).
Les îles Vierges espagnoles (également appelées « îles du Passage » ou encore « îles vierges portoricaines ») sont un groupe d'îles des Caraïbes situées directement à l'est de Porto Rico, dont elles font administrativement partie et ne partagent pas de lien politique direct avec les îles Vierges des États-Unis, situées directement à l'est.

## Toponymie
L'appellation « îles Vierges espagnoles » est commune dans la littérature porto-ricaine de nature touristique, mais apparaît rarement sur les cartes et atlas généraux.

## Géographie
En tant qu'îles porto-ricaines, elles ne sont pas souvent reconnues comme faisant partie de l'archipel des îles Vierges. Cependant, elles appartiennent géographiquement à la même chaîne. Elles sont d'ailleurs plus proches de Saint-Thomas que ne l'est Sainte-Croix (deux îles des îles Vierges des États-Unis). 
Les principales îles du groupe sont Culebra et Vieques, accompagnées de plusieurs îlots et récifs. Nombre de ceux-ci font partie du Refuge faunique national de Culebra, tandis qu'une grande partie de Vieques forme le Refuge faunique national de Vieques.
Administrativement, l'archipel est divisé en deux municipalités : Culebra et Vieques.

## Histoire
Tout comme Porto Rico, elles furent espagnoles jusqu'en 1898, date à laquelle l'Espagne perdit la Guerre hispano-américaine. L'espagnol y est resté la langue prédominante, bien que l'anglais y soit pratiqué.

## Démographie
L'archipel, peuplé de 11 119 habitants, s'étend sur 378,2 km2, d'où une densité de 29,27 hab/km2.  La communauté la plus peuplée est Isabel Segunda qui compte 1 459 habitants.